# Archiprezbiterat Murtosa
Archiprezbiterat Murtosa − jeden z 10 wikariatów diecezji Aveiro, składający się z 7 parafii:
- Parafia w Bunheiro
- Parafia w Monte
- Parafia w Murtosa
- Parafia w Pardelhas
- Parafia w Torreira
- Parafia w São Jacinto